# Petar Abelard
Petar Abelard (latinski: Petrus Abaelardus, francuski: Pierre Abélard ili Pierre Abailard ; Le Pallet kod Nantesa, 1079. - St. Marcel, 21. travnja 1142.), francuski filozof i teolog.

## Životopis
Rođen je u obitelji sitnog plemića. Umjesto vojne karijere izabrao je studij zbog čega dolazi u Pariz gdje se vrlo brzo sukobljava s utjecajnim učiteljem Vilim iz Champeauxa. Zbog sukoba je prisiljen napustiti Pariz, ali reputacija sjajnog predavača ga prati te drži predavanja u Corbeilu i Melunu. Uspjeh ga je potaknuo na povratak u Pariz, ali zbog obnovljenog sukoba s Vilimom vraća se u Melun. Ipak, nakon Vilimovog umirovljenja, Abelard preuzima njegov položaj vrhovnog filozofskog autoriteta u Parizu. Njegovu karijera naglo se prekinula 1118. zbog ljubavne veze s Heloizom, kćerkom kanonika Fulberta. Veza je bila skandal zbog kojeg je Abelard kastriran, a oboje su zatvoreni u samostan. Heloiza je ondje rodila sina Astrolaba. Iako javno osramoćen, Abelard se uskoro vratio u javni život, te je nakon sukoba s crkvenim autoritetima 1122. osnovao samostan koji je posvetio Duhu Svetom, Paraklet. Probleme iz prehodnih godina opisao je u djelu Povijest nevolja koje je klasičan primjer srednjovjekovne autobiografije s moralnom porukom.

## Filozofija
Bio je francuski filozof kršćanske skolastike (zrele faze srednjovjekovne filozofije, nakon razdoblja patristike). Europska intelektualna scena bila je do pojave renesanse unutar okvira teoloških, skolastičkih kanona unutar kojih nije bilo puno prostora za snažnije inovacije. Međutim, u tim istim okvirima se vodila oštra diskusija u kojoj je Abelard bio na razini Tome Akvinskog ili Roscelina. Abelard je puno radio na problemu univerzalija i nije ga lako svrstati ni u realiste niti u nominaliste. Uobičajeno ga se stoga smatra pripadnikom "nominalističko-konceptualnog" krila. Ono opće, po njemu, nije ni puka riječ, a ni transcendentna zbiljnost, nego je pojam u ljudskom umu. Dakle, Abelard je smatrao da se riječ ne izriče kao događaj nego kao smisao. Abelard je pritom po mišljenju srodan spomenutom Rosceliniju, te Guanilomu. Zbog svojih djela bio je osuđivan (na saboru u Soissonu 1121. te na saboru u Sensu 1141.).
Njegov glasoviti sic et non ključna je srednjovjekovna metoda istančanog pozivanja na autoritete kojom se nastoje ukloniti prividna razmimoilaženja između njih i temelju komparacije napraviti njihova hijerarhija.

## Djela
1. De unitate et trinitate divina
2. Theologia Christiana
3. Sic et non
4. Ethica seu Scito te ipsum
5. Historia calamitatum
6. Dialogus inter Judaeum
7. Philosophum et Christianum